# Анестезия

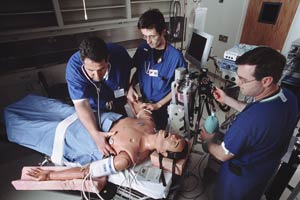
Тренировка студентов-анестезиологов

Анестези́я (греч. ἀναισθησία — «без чувства») —  процесс уменьшения чувствительности тела или его части вплоть до полного прекращения восприятия информации об окружающей среде и собственном состоянии.

## Классификация
Анестезия возникает при нарушении восприятия или передачи чувствительного нервного импульса на разном уровне:
- поражение чувствительных рецепторов;
- поражение чувствительных нервов;
- поражение головного мозга, нарушающее восприятие нервных импульсов;
- психические заболевания, мешающие правильно интерпретировать информацию, которую головной мозг принял от чувствительных рецепторов, например истерия.

В зависимости от вида чувствительности, который нарушен, анестезия бывает:
- полная анестезия (блок всех видов чувствительности)
- частичная анестезия (блок определенного вида чувствительности)
  - отсутствие ощущения боли — анальгезия
  - отсутствие температурной чувствительности — терманестезия
  - отсутствие тактильной чувствительности
  - отсутствие ощущения местоположения тела в пространстве
  - отсутствие вкусовых ощущений — агевзия
  - отсутствие обоняния — аносмия

Если нарушения зрения, слуха или определения местоположения тела в пространстве вызваны повреждением соответствующих рецепторов — то их изучением занимаются такие науки как офтальмология и отоларингология. Если анестезия произошла из-за повреждения остальных видов рецепторов или нарушения связей между нервными клетками — её изучает неврология. Анестезию, вызванную психическими расстройствами, изучает психиатрия.
Вопросами хронической боли занимается алгология, а специально вызываемой в медицине анестезией — анестезиология.
В анестезиологии с помощью анестезирующих средств проводится обезболивание при проведении хирургических операций и других болезненных медицинских манипуляций.
Искусственная анестезия используется с 1847 года: в этом году Джеймс Симпсон открыл хлороформ.

## Медицинская анестезия
Медицинская анестезия является предметом изучения прикладной науки — анестезиологии. В условиях учреждений здравоохранения различные виды анестезиологического пособия используются во время проведения медицинских манипуляций. Непосредственно оказанием пособия занимается врач анестезиолог-реаниматолог и медсестра-анестезист.

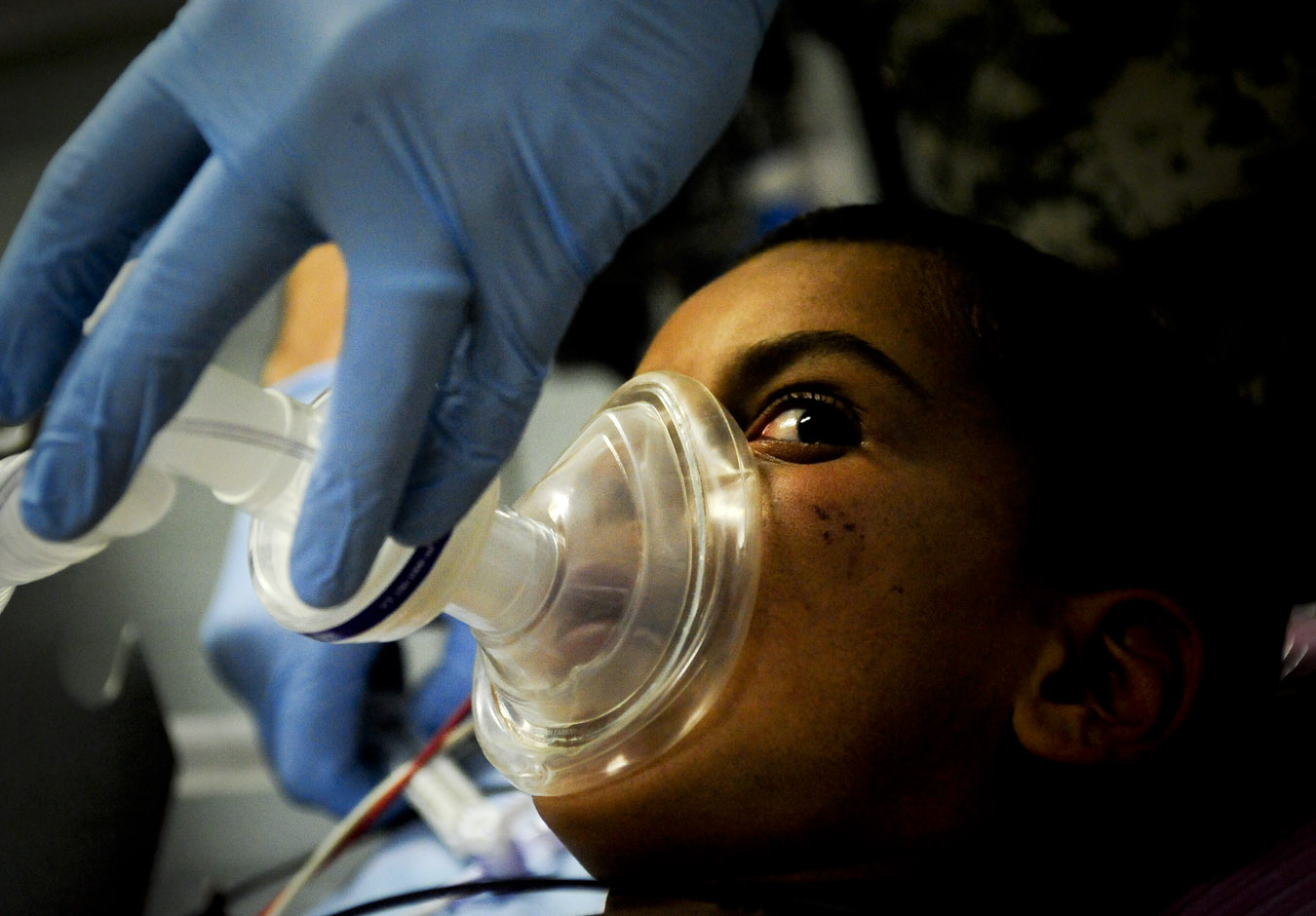
Преоксигенация перед общей анестезией

### Общая анестезия
Общая анестезия, или наркоз — полное угнетение ЦНС с утратой сознания и потерей болевой чувствительности. Сопровождается миорелаксацией и требует специального наркозно-дыхательного оборудования.

### Седация
Для выполнения многих медицинских манипуляций обезболивание не требуется — достаточно отключения сознания. Спонтанное дыхание сохраняется, угнетены рефлексы и снижен мышечный тонус. Типичные примеры использования: вправление вывиха, медицинский аборт, колоноскопия, гастроскопия, эндоскопия, введение катетера.

### Локорегионарная анестезия
Потеря чувствительности определенного участка тела под воздействием местного анестетика. По участку блокирования передачи нервного импульса подразделяется на следующие подвиды:

#### Нейроаксиальная (центральная регионарная)
- Спинномозговая или субарахноидальная (СМА) — блокирование передачи импульса на уровне корешков спинномозговых нервов путём введения анестетика в субарахноидальное пространство. Наступает быстро, применяется для операций ниже пупка.
- Эпидуральная (ЭДА) — блокирование передачи импульса на уровне корешков спинномозговых нервов путём введения анестетика в эпидуральное пространство. Наступает медленно, действует сегментарно, пациент может ходить.
  - Каудальная (сакральная) — частный случай ЭДА на уровне крестца
- Комбинированная спинально-эпидуральная анестезия — комбинация преимуществ спинальной (высокая скорость развития блока) и эпидуральной (возможность длительного обезболивания) анестезии

#### Периферическая регионарная
- Проводниковая анестезия — блокирование передачи импульса на уровне ствола нерва или нервных сплетений. Например, блокада плечевого сплетения при операциях на верхней конечности.
- Местная (инфильтрационная) анестезия — блокирование передачи импульса на уровне болевых рецепторов и мелких нервных ветвей. Достигается введением раствора местного анестетика внутрикожно или в подслизистую основу.
- Терминальная или аппликационная (нанесения анестетиков на слизистую оболочку).

### Прочие виды
- Комбинированная анестезия — например общая анестезия в сочетании с одним из методов локорегионарной анестезии.